# Extenze a intenze
Extenze (z lat. extendo, rozpínám, rozpřahuji) a intenze (z lat. intendo, napřahuji, mířím) je dvojice pojmů, které se používají v různých oblastech a souvislostech.
Ve filosofii, v klasické logice, v sémantice a v lingvistice označují dvojí možné chápání pojmu nebo výpovědi:
- extenze neboli rozsah pojmu znamená souhrn všech věcí, jež pod tento pojem spadají; extenze pojmu „pes“ je souhrn všech možných psů; v logické sémantice je extenze výrazu jeho denotát a jeho rozsah; předmět nebo množina předmětů, k nimž výraz odkazuje v reálném světě.
- intenze neboli smysl pojmu je jeho obsah, to, co se pojmem míní, jeho hlavní či ústřední význam. (Nezaměňovat s pojmem intence.)